# Брандонне
Брандонне́ (фр. Brandonnet, окс. Brandonet) — коммуна во Франции, находится в регионе Окситания. Департамент — Аверон. Входит в состав кантона Монбазан. Округ коммуны — Вильфранш-де-Руэрг.
Код INSEE коммуны — 12034.
Коммуна расположена приблизительно в 500 км к югу от Парижа, в 105 км северо-восточнее Тулузы, в 36 км к западу от Родеза.

## Население
Население коммуны на 2008 год составляло 306 человек.
| 1962 | 1968 | 1975 | 1982 | 1990 | 1999 | 2008 |
| ---- | ---- | ---- | ---- | ---- | ---- | ---- |
| 371  | 417  | 370  | 360  | 325  | 316  | 306  |

## Экономика

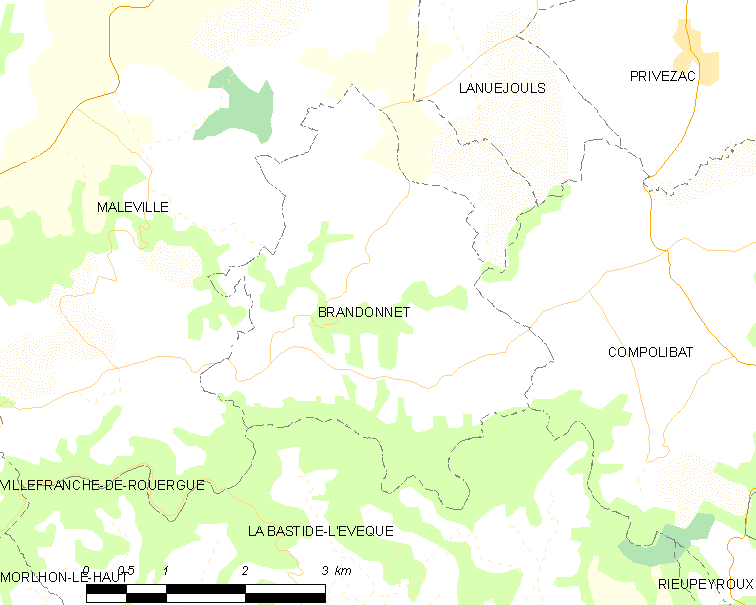
Карта коммуны

В 2007 году среди 165 человек в трудоспособном возрасте (15—64 лет) 114 были экономически активными, 51 — неактивными (показатель активности — 69,1 %, в 1999 году было 62,6 %). Из 114 активных работали 108 человек (61 мужчина и 47 женщин), безработных было 6 (4 мужчины и 2 женщины). Среди 51 неактивных 13 человек были учениками или студентами, 18 — пенсионерами, 20 были неактивными по другим причинам.